# Marie Jeanne Frigard
Marie Jeanne ou Marie-Jeanne Frigard est une joueuse d'échecs et une violoniste française née le 30 octobre 1904 à Grimaud et morte le 29 juillet 1971 à Ivry-sur-Seine. 
Elle remporta les quatre premiers titres de championne de France féminine de 1924 à 1927 et participa au premier championnat du monde d'échecs féminin en 1927 à Londres.

## Biographie
Marie Jeanne Frigard était une violoniste virtuose depuis l'âge de sept ans.
En 1925 et 1927, Frigard finit deuxième du championnat de France d'échecs mais reçut le titre de championne car le tournoi était international et la première, Paulette Schwartzmann, n'avait pas encore été naturalisée française. En 1924 et 1926, Frigard finit première devant Schwartzmann. Elle fut absente des championnats après 1927.
Lors du Championnat du monde féminin d'échecs de 1927, elle marqua 3,5 points sur 11 possibles.
Elle fut déportée pendant la Seconde Guerre mondiale,.